# 绒松巴·却吉桑波
绒松巴·却吉桑波（藏語：རོང་ཟོམ་པ་ཆོས་ཀྱི་བཟང་པོ་，威利转写：rong zom pa chos kyi bzang po，1012年—1088年），藏传佛教宁玛派高僧，享班智达称号。
却吉桑波出生于后藏空绒，幼时起从噶尔敦·慈诚桑波、多敦·森格坚赞学法。13岁便圆满完成功课，以通达经典而闻名。他精通量论、内明论、成义颂词、修辞学等。他还通晓梵文，曾译注多种密教典籍。此外，他也写过关于世间生活、农业等内容的著作。
他所传承的宁玛派教法以“心品”为主，后分为心部、自在部、教授部三个系统。